# Omps
|  | Per a altres significats, vegeu «Omps (Cantal)». |

Omps (en francès Homps) és un municipi francès situat al departament de l'Aude i a la regió d'Occitània.